# Leistungsklasse A 2001/02
Die Saison 2001/2002 der Leistungsklasse A war die 13. Austragung der höchsten Spielklasse im Schweizer Fraueneishockey und zugleich die 16. Schweizer Meisterschaft. Den Titel gewann zum zweiten Mal in der Vereinsgeschichte der SC Reinach.

## Modus
Vor der Saison 2001/02 wurde durch den Schweizer Eishockeyverband ein neuer Spielmodus beschlossen, um die Liga insgesamt attraktiver zu machen. Die Meisterschaft wird nicht mehr nach 20 Spielrunden entschieden, sondern im Rahmen eines Finalturniers. Die 4 besten Mannschaften nach der Qualifikation spielen im Halbfinal die zwei Teilnehmer am Final aus, in dem anschliessend der Schweizer Meister ermittelt wird.
Im Auf- und Abstiegskampf wurde eine Best-of-Three-Serie zwischen dem Letztplatzierten der LKA und dem Meister der LKB eingeführt.

## Hauptrunde
Abkürzungen:S = Siege, U= Unentschieden, N = Niederlagen
| Rang | Verein                | Spiele | S  | U | N  | Tore   | Punkte |
| ---- | --------------------- | ------ | -- | - | -- | ------ | ------ |
| 1.   | SC Reinach            | 20     | 13 | 3 | 4  | 100:50 | 29     |
| 2.   | DHC Lyss              | 20     | 9  | 7 | 4  | 069:55 | 25     |
| 3.   | EHC Illnau-Effretikon | 20     | 8  | 3 | 9  | 064:67 | 19     |
| 4.   | DSC St. Gallen        | 20     | 7  | 4 | 9  | 053:54 | 18     |
| 5.   | DHC Langenthal        | 20     | 6  | 5 | 9  | 051:84 | 17     |
| 6.   | HC Lugano             | 20     | 5  | 2 | 13 | 058:85 | 12     |

## Finalturnier
|  | Halbfinale | Halbfinale            | Halbfinale |                  |  | Finale | Finale                | Finale |
|  |            |                       |            |                  |  |        |                       |        |
|  |            |                       |            |                  |  |        |                       |        |
|  | 2.         | DHC Lyss              | 4          |                  |  |        |                       |        |
|  | 3.         | EHC Illnau-Effretikon | 2          |                  |  | 1.     | SC Reinach            | 5      |
|  |            |                       |            |                  |  | 2.     | DHC Lyss              | 4      |
|  |            |                       |            |                  |  |        |                       |        |
|  |            |                       |            | Spiel um Platz 3 |  |        |                       |        |
|  | 1.         | SC Reinach            | 7          |                  |  |        |                       |        |
|  | 4.         | DSC St. Gallen        | 1          |                  |  | 3.     | EHC Illnau-Effretikon | 0      |
|  |            |                       |            |                  |  | 4.     | DSC St. Gallen        | 2      |
|  |            |                       |            |                  |  |        |                       |        |

Halbfinale
| 9. März 2002 14.30 Uhr | DHC Lyss Gillian Jeannottat (34.) Tina Schumacher (46.) Maritta Becker (48.) Corinne Rosen (52.) | 4:2 (0:1, 1:1, 3:0) [ Spielbericht] | EHC Illnau-Effretikon Christine Meier (20.) Laura Ruhnke (30.) | Eishalle Moos, Reinach AG Zuschauer: 200 |

| 9. März 2002 17.30 Uhr | SC Reinach Erin Magee (17.) Claudia Riechsteiner (21.) Anita Steinmann (32.) Regula Müller (36.) Erin Magee (46.) Erin Magee (48.) Claudia Riechsteiner (50. ) | 7:1 (1:1, 3:0, 3:0) [ Spielbericht] | DSC St. Gallen Bruggmann (15. ) | Eishalle Moos, Reinach Zuschauer: 450 |

Spiel um Platz 3
| 10. März 2002 12.00 Uhr | EHC Illnau-Effretikon | 0:2 (0:0, 0:2, 0:0) [ Spielbericht] | DSC St. Gallen Claudia Ortelli (28.) Kathrin Vonwiller (40.) | Eishalle Moos, Reinach Zuschauer: 250 |

Finale
| 10. März 2002 15:00 Uhr | SC Reinach Nicol Bona (19.) Drahomira Fialova(35.) Rebekka Müller (39.) Claudia Riechsteiner (40.) Erin Magee (44.) | 5:4 (1:0, 3:0, 1:4) [ Spielbericht] | DHC Lyss Regula Stebler (45.) Corinne Rosen (52.) Mireille Nöthiger (54.) Jeanette Marty (57.) | Eishalle Moos, Reinach Zuschauer: 550 |

## Kader des Schweizer Meisters
| Schweizer Meister SC Reinach | Torhüter: Emilie Donzé, Sarina Köppel, Fränzi Kubny Verteidiger: Evelyn Bieri, Fränzi Horisberger, Prisca Mosimann, Regula Müller Angreifer: Janine Affentranger, Nicol Bona, Daniela Diaz, Drahomira Fialova, Melanie Häfliger, Elisabeth Ingold, Erin Magee, Rebekka Müller, Claudia Riechsteiner, Anita Steinmann Cheftrainer: Toni Neuenschwander |

## Liga-Qualifikation
|                           | Serie | Spiel 1                       | Spiel 2                           | Spiel 3 |
| ------------------------- | ----- | ----------------------------- | --------------------------------- | ------- |
| HC Lugano – EV Zug/Seewen | 2:0   | 3:1                           | 3:1                               | –       |
| HC Lugano – EV Zug/Seewen | 2:0   | 9. März 2002 18:30 Uhr Lugano | 11. März 2002 19:30 Uhr Seewen SZ |         |

## Beste Scorer
Quelle: frauenhockey.ch; Fett: Bestwert
| Spieler         | Mannschaft            | Tore | Assists | Punkte |
| --------------- | --------------------- | ---- | ------- | ------ |
| Erin Magee      | SC Reinach            | 19   | 13      | 32     |
| Daniela Diaz    | SC Reinach            | 15   | 13      | 28     |
| Anja Wieland    | HC Lugano             | 17   | 8       | 25     |
| Jessica Naretto | HC Lugano             | 11   | 14      | 25     |
| Tina Schumacher | DHC Lyss              | 10   | 15      | 25     |
| Rachel Denner   | DHC Langenthal        | 19   | 5       | 24     |
| Sandra Cattaneo | EHC Illnau-Effretikon | 16   | 7       | 23     |
| Christine Meier | EHC Illnau-Effretikon | 16   | 6       | 22     |
| Anita Steinmann | SC Reinach            | 10   | 12      | 22     |
| Sandrine Ray    | HC Lugano             | 10   | 12      | 22     |